# Амантины

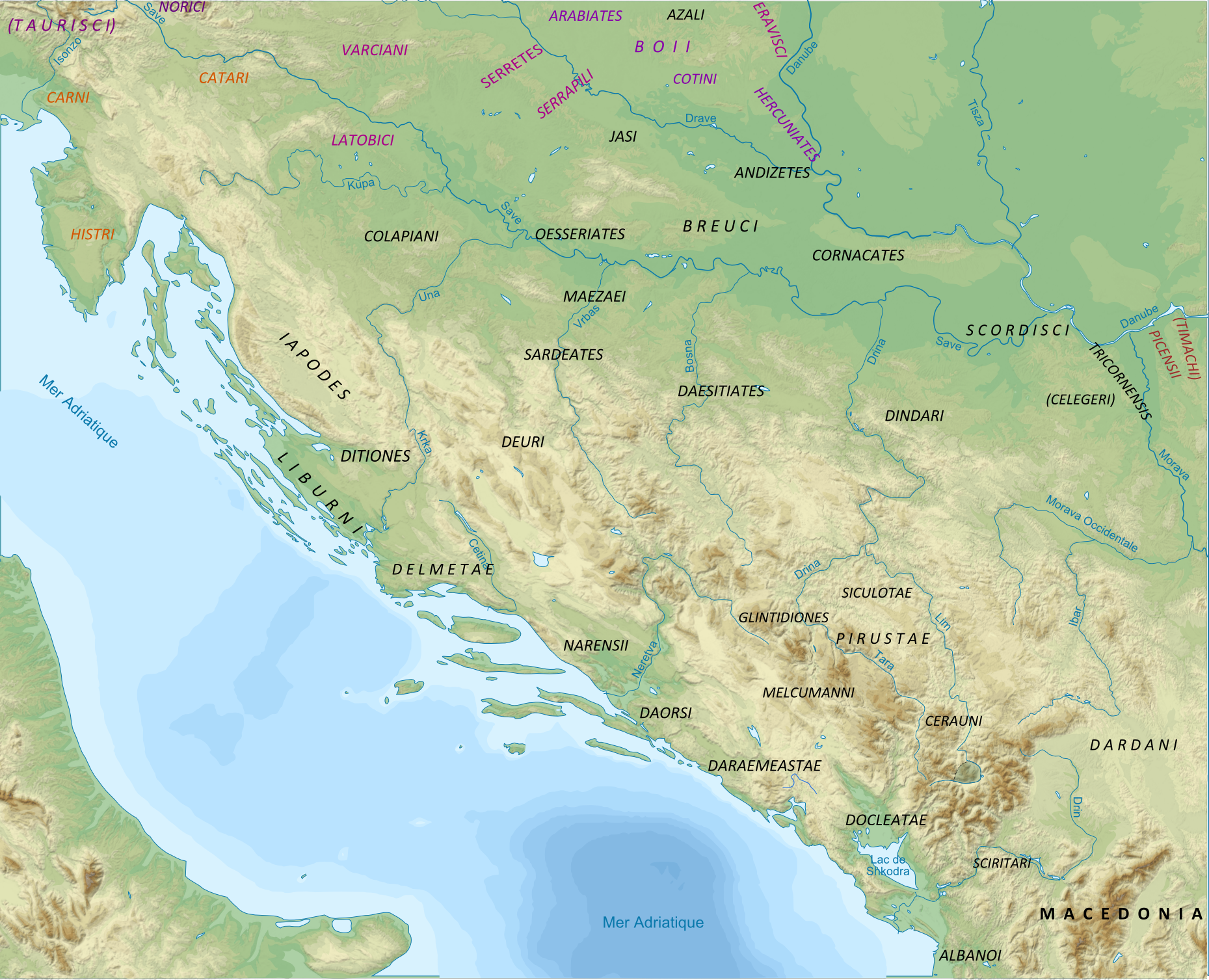
Карта, показывающая приблизительное расселение иллирийских (в том числе и паннонских) племен

Амантины (др.-греч. Ἄμαντες) жили в непосредственной близости от Сирмия (ныне — город Сремка-Митровица в Сербии). Видимо, проживали также значительно южнее, о чём свидетельствует название древнего города Амантия на территории нынешней Албании. Таким образом, амантины были самым южным иллирийско-паннонским племенем. Первое упоминание о них содержится в Перипле Псевдо-Скилака (IV—III вв. до н. э.). Стефан Византийский в VI веке писал, что амантины вели свою родословную от абантов из Эвбеи и утверждал, что они населили эти земли после Троянской войны. Амантины жёстко противостояли римлянам и после поражения были проданы в рабство.